# Incidente dell'Airbus A310 di Services Air del 2015
Il 24 dicembre 2015, alle 08:35, un Airbus A310-304F cargo, operato dalla compagnia congolese Services Air lungo una rotta interna, finì fuori pista e si schiantò contro alcune case durante l'atterraggio all'aeroporto di Mbuji-Mayi, capoluogo della provincia del Kasai Orientale nella Repubblica Democratica del Congo. Tutte le otto persone decedute e le nove rimaste ferite erano abitanti delle case distrutte. L'aereo subì danni sostanziali, ma i cinque membri dell'equipaggio rimasero illesi. L'aereo aveva oltrepassato la pista per circa 500 metri ed era finito in un'area residenziale, investendo diverse abitazioni.

## L'aereo
Il velivolo coinvolto nell'incidente era l'Airbus A310-300 con numero di linea 413. Allestito per il trasporto passeggeri, volò per la prima volta nel marzo del 1986 ed entrò in servizio con Air India due mesi dopo. Nel 2008 venne convertito in India per il trasporto di merci e trasferito poi all'ugandese Shiv Air nel 2011. Services Air ne prese possesso nel marzo 2013, registrandolo 9Q-CVH. Dopo l'incidente l'aereo rimase danneggiato sostanzialmente e venne smantellato nel maggio 2017.

## L'incidente
Il pilota informò Ngoyi Kasanji, governatore della provincia del Kasai orientale, che la causa dell'incidente era un problema ai freni dell'aereo. Secondo i testimoni, l'A310 aveva già circuitato per due volte, e al terzo tentativo di atterraggio aveva toccato la pista a circa metà della distanza disponibile senza essere in grado di fermarsi prima di scivolarne fuori. Il velivolo si fermò su un terreno soffice tra le case a circa 500 metri dopo la fine della pista.